# Pimelodus pictus
Pimelodus pictus è un pesce d'acqua dolce appartenente alla famiglia Pimelodidae.

## Distribuzione e habitat
Questa specie è originaria del Sudamerica, nei bacini dei fiumi Rio delle Amazzoni e Orinoco.

## Descrizione
Raggiunge una lunghezza massima di 11 cm.

## Acquariofilia
Uno tra i pochi pimelodiidi universalmente conosciuti, è diffuso in commercio pressoché ovunque, grazie alla sua facilità d'adattamento in cattività e al suo aspetto molto attrattivo. Tuttavia occorre allevarlo in acquari capienti, perché è un grande nuotatore.
| Origine            | Sudamerica               | Acqua            | dolce        |
| Durezza dell'acqua | 5-19 °GH                 | pH               | 6-8          |
| Temperatura        | da 21 a 26 °C            | Volume min.      | 120 l        |
| Alimentazione      | carnivoro                | Taglia da adulto | 11 cm        |
| Riproduzione       | mai avvenuta in acquario | Zone occupate    | fondo        |
| Socialità          | Coppia, piccolo gruppo   | Difficoltà       | Medio-Facile |